# Боброва, Светлана Леонидовна
Боброва Светлана Леонидовна (род. 1960, Москва) — искусствовед, графический дизайнер. Член-корреспондент РАХ (2012).

## Биография
Родилась 16 мая 1960 года в Москве.
В 1982 году окончила Ленинградский государственный университет, кафедру истории и теории изобразительных искусств по специальности историк, искусствовед.
Училась в аспирантуре Научно-исследовательского института теории и истории изобразительных искусств РАХ (1987-1990)
С 1982 работает в Российской академии художеств.
Заведующий Мемориальным музеем-мастерской С.Т. Коненкова, хранитель фондов
Принимала участие в выставке «Русское фотоискусство после перестройки» («Post Perestroika. Die Neue Fotokunst des Ostens»), проходившей в Линце (Австрия) (2011г.)
Организатор и участница научных конференций, посвященных исследованию творчества скульптора и его современников в Музее С.Т. Коненкова.
Представляла Россию в составе жюри Международного конкурса фотографии «Al-Thani Avard» (Австрия) (2011г.)
Живёт и работает в Москве.

## Работы
Основные работы: опубликованы в каталоге Международного конкурса «Trierenberg super circuit» 2010 и 2011г. (Австрия). В каталоге «Русское фотоискусство после перестройки» («Post Perestroika. Die Neue Fotokunst des Ostens» ) Linz 2011.
Основные публикации: более 30 публикаций в научных и специальных изданиях, посвященных вопросам искусства. Ряд её работ опубликован за рубежом (США).
Принимала участие в подготовке международного исследования, посвященного С. Т. Коненкову — «The ancommon vision of Sergei Konenkov», для которого подготовила статью — «Cosmic visions Graphic — Works of the New York Years».
Автор статей «Художественные модели мироздания. XX век» («Идея космизма в русской культуре первой половине XX века») в научном сборнике, изданном Академией наук совместно с НИИ РАХ. «Сергей Конёнков — первые шаги в Америке» в Научном сборнике НИИ РАХ и ГТГ «Голубкина, Конёнков и некоторые вопросы развития русской скульптуры нового времени» (Москва, 2015)
«Cosmic visions - graphic works of the New York years» в сборнике: Art and Literature Scientific and Analytical Journal TEXTS. 4.2016 Bruxelles.
- По мотивам публикации в журнале «Итоги» (№ 23) «Влюбленный Эйнштейн», написала сценарий документального фильма «Поговорим о странностях любви» (режиссёр Э. А. Рязанов — REN–TV. 2005);
- сценарий многосерийного художественного фильма «Эйнштейн. Теория любви» (2013), режиссёр Е. В. Николаева.

## Государственные и общественные награды и премии
- Медаль «В память 850-летия Москвы» (1997)
- Медаль «За достижения в области культуры, науки и образования» от Координационного Совета по культуре при политсовете партии «Единая Россия» (2009)
- Призёр международного конкурса компьютерной графики и фотографии «Trierenberg super circuit», золотая медаль.
- Две золотые медали в разных номинациях на конкурсе «Trierenberg super circuit» (работы экспонировались на выставке призёров конкурса в Музее дизайна города Линца Австрия).
- Включена в сборник «Who’s Who in Photography 2010» (USA)

Награды Российской академии художеств
Серебряная медаль РАХ (2013)

## Звания
- Член-корреспондент Российской Академии художеств (Отделение искусствознания и художественной критики, с 2012 года)
- Кандидат искусствоведения (1992)
- Член Международного художественного фонда, член Союза художников России